# 中央人民政府高等教育部
中央人民政府高等教育部是根据1949年9月27日中国人民政治协商会议第一届全体会议通过的《中华人民共和国中央人民政府组织法》第二十二条的规定，于1952年11月15日设置的一个部门。1952年11月15日中央人民政府委员会第十九次会议决定，从中央人民政府教育部中分设中央人民政府高等教育部。

## 部门工作
按照相关规定，中央人民政府高等教育部在政务院文化教育委员会的指导下展开工作。

## 历史
1949年10月1日，中央人民政府政务院设立中央人民政府教育部。
1952年11月15日，中央人民政府委员会第十九次会议决定，从中央人民政府教育部中分设中央人民政府高等教育部。
1952年12月25日，中央人民政府高等教育部举行成立大会，中央人民政府高等教育部与中央人民政府教育部联合举行部长就职仪式。政务院文化教育委员会副主任习仲勋到会指示。中央人民政府高等教育部部长马叙伦和中央人民政府教育部部长张奚若先后发表讲话。

## 历任部长
1. 马叙伦（1952年11月15日－1954年9月28日）

## 副部长
- 杨秀峰（行政五级）
- 黄松龄（原中国共产党天津市委员会宣传部部长）
- 曾昭抡（中央人民政府教育部副部长）
- 刘皑风（中央人民政府教育部办公厅主任）
- 刘子载